# Eremochelis flavus
Eremochelis flavus är en spindeldjursart som beskrevs av Muma 1989. Eremochelis flavus ingår i släktet Eremochelis och familjen Eremobatidae. Inga underarter finns listade i Catalogue of Life.